# Bisschoppelijk Paleis van Gent

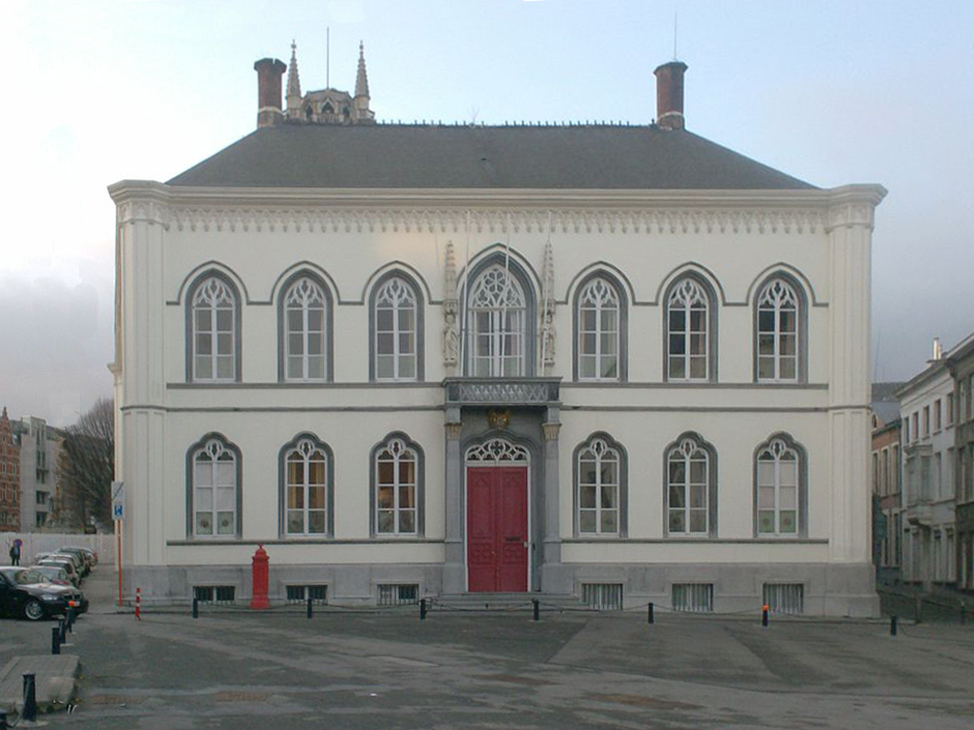
Bisschoppelijk Paleis Gent

Het Bisschoppelijk Paleis van Gent is de administratieve zetel van het bisdom Gent en de verblijfplaats van de bisschop. Het huidig gebouw is gelegen aan het Bisdomplein in de Oost-Vlaamse hoofdstad Gent. Het is beschermd als monument.

## Verleden

### 1559-1633
Eerst verbleef de bisschop, na de oprichting van het bisdom in 1559, in een huis aan de Nederpolder: het Koraalhuis van het Sint-Baafskapittel. Daarna woonden de bisschoppen in verschillende huizen in de buurt van de Sint-Baafskathedraal.
Dit was het geval voor de bisschoppen Cornelius Jansen, Willem Damasz. van der Linden, Pieter Damant, Carolus Maes, Frans van der Burch, Jacob Boonen en Antonius Triest.

### 1633-1794
In 1623 kreeg bisschop Triest van de infant Ferdinand het Hof van Sint-Baafs toegewezen als residentie . Na grondige verbouwingen nam hij er zijn intrek in 1633. Zijn opvolgers bleven er tot in 1794. Toen werd het door de Fransen in beslag genomen en kreeg het de functie van de zetel van het Scheldedepartement. Het meermaals uitgebreide gebouw is nu verdwenen, maar op die plaats huist nog altijd de provinciale overheid van de provincie Oost-Vlaanderen.
Na Antonius Triest woonden daar nog de bisschoppen Karel van den Bosch, Eugeen Albert d'Allamont, Frans van Horenbeke, Ignaas August Schetz van Grobbendonck, Albrecht van Horne, Philips Erard van der Noot, Jan Baptist de Smet, Maximiliaan Antoon van der Noot, Govaart Geeraard van Eersel en als laatste Ferdinand Marie de Lobkowicz.

### 1802-1806
De in 1802 nieuw benoemde bisschop Etienne Fallot de Beaumont woonde eerst enkele maanden op de Zandberg in het huis waar later Jan Frans Willems woonde (huidig nr 9) en verhuisde op het einde van het jaar naar het Hotel Snoeck in de Sint-Jacobsnieuwstraat (huidig nr 50-52).

### 1806-1845
In 1806 nam de bisschop zijn intrek in de voormalige ambtswoning van de abt van de Abdij van Boudelo aan de Steendam (huidig nr 29).
Hier resideerden ook de bisschoppen Maurice de Broglie, Jan Frans Van De Velde en Lodewijk Jozef Delebecque.

## Heden
In 1840 werd beslist een nieuwe residentie te bouwen aan de oostzijde van de Sint-Baafskathedraal. De neogotische plannen werden getekend door ingenieur Matthias Jozef Wolters en in 1845 werd het gebouw ingewijd door de toenmalige bisschop Delebecque. De bouwgrond was een braakliggende terrein nadat eind 18e eeuw het kerkhof aan de kathedraal was ontruimd.
Dit gebouw werd bewoond door de bisschoppen Lodewijk Jozef Delebecque, Hendrik Frans Bracq, Hendrik Karel Lambrecht, Antoon Stillemans, Emiel Jan Seghers, Honoré Jozef Coppieters, Karel Justinus Calewaert, Leonce Albert Van Peteghem, Arthur Luysterman, Lucas Van Looy en is tot op heden nog altijd bewoond door de huidige bisschop Lode Van Hecke.